# Thuggee

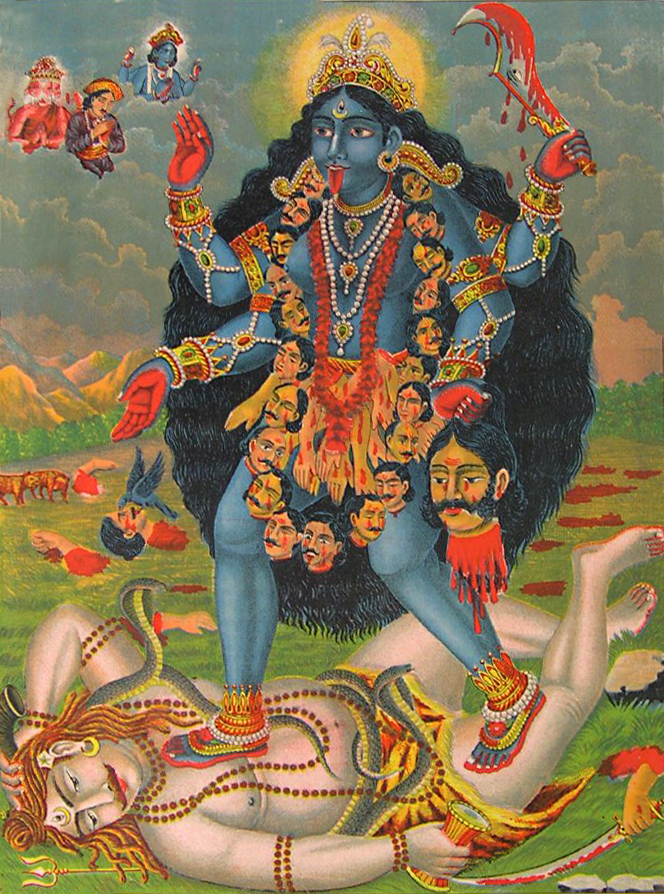
Nữ thần Kali trong đạo Hindu

Thug hay Thuggee là tên của một giáo phái thuộc đạo Hindu giáo, ra đời vào thế kỷ XIII tại Ấn Độ. Thug có nghĩa là kẻ sát nhân, tên của giáo phái này đã phản ánh được phần nào tính chất rùng rợn của nó. Những nỗi ám ảnh tàn khốc của việc giết người cúng tế của các tín đồ giáo phái Thug đã được các nhà ngôn ngữ học chọn tên của giáo phái này (Thug) để chỉ "những kẻ du côn" trong từ điển.

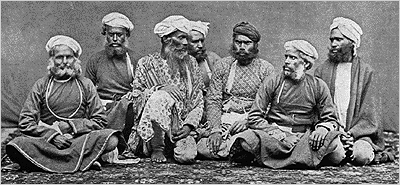
Một nhóm tín đồ giáo phái Thug năm 1894

## Sự ra đời và phát triển
Giáo phái Thug của Hindu giáo ra đời vào khoảng thế kỷ XIII trên bán đảo Ấn Độ, giáo phái này hoạt động bí mật và nó tôn thờ nữ thần Kali - nữ thần hủy diệt. Trong 500 năm hình thành và phát triển, giáo phái này tồn tại đầy quyền uy và là nỗi khiếp đảm của bao người dân.

## Thờ cúng
Các tín đồ thuộc giáo phái Thug rất tôn thờ nữ thần Kali, một nữ thần hủy diệt đầy quyền năng trong Hindu giáo. Các thành viên giáo phái sống bình thường như bao người khác, nhưng đến mùa thu họ tập hợp thành từng nhóm đi về các vùng quê tìm kiếm khách du lịch giàu có để giết rồi hiến tế cho nữ thần.
Cách thức của họ là cho một thành viên trong nhóm làm thân với nạn nhân mà họ đã chọn, số còn lại tìm cơ hội để tấn công. Họ thích dụ nạn nhân đến chỗ hẻo lánh rồi siết cổ nạn nhân bằng chiếc khăn quàng đặc biệt. Họ được gọi với biệt danh là nhóm siết cổ.
Theo thông tục lưu truyền, tín đồ giáo phái này thường siết cổ nạn nhân cho đến chết là do vị nữ thần không muốn thấy máu chảy. Ngoài ra, các hình thức khác cũng được sử dụng như: dìm chết, thiêu chết và đầu độc. Họ thích bắt những nạn nhân giàu có để cướp tiền bạc. Điều kỳ lạ là, phụ nữ và nhạc công lại không bị tấn công.
Tín đồ giáo phái này thường chuẩn bị những vụ giết người hiến tế rất là kỹ lưỡng, họ thường chọn những người phụ nữ đẹp để gài bẫy các du khách và những phụ nữ này cũng được huấn luyện cách giết người.

## Sự chấm dứt tồn tại
Với sự tàn ác mà tín đồ giáo phái Thug thực hiện trong suốt một thời gian dài, sau khi Anh chiếm Ấn Độ làm thuộc địa, họ quyết định tiêu diệt giáo phái này. Từ năm 1833 đến năm 1837, hơn 3000 thành viên bị bắt, gần 500 tín đồ bị treo cổ và hàng nghìn tín đồ bị tù chung thân. Thành viên cuối cùng bị chặt đầu năm 1882.
Thành phố Calcutta (Kolkata) ngày nay vốn có tên gốc là Kali-ghata, được lấy từ tên của thần Kali. Nó nằm cạnh đền thờ lớn là nơi dành cho nữ thần. Kali được rất nhiều người tôn sùng kể cả những người không thuộc giáo phái Thug. Những nghi lễ cúng tế vẫn còn tồn tại đến ngày nay, nhưng vật cúng tế là dê chứ không phải là người.

## Liên kết
- Acting in the "Theatre of Anarchy": 'The Anti-Thug Campaign' and Elaborations of Colonial Rule in Early-Nineteenth Century India by Tom Lloyd (2006) in PDF file format  Lưu trữ ngày 1 tháng 10 năm 2006 tại Wayback Machine
- Parama Roy: Discovering India, Imagining Thuggee. In: idem, Indian Traffic. Identities in Question in Colonial and Postcolonial India. University of California Press 1998. (in html format)